# Башфорд, Элисон
Элисон Башфорд (англ. Alison Caroline Bashford; род. 9 июля 1963, Сидней, Австралия) — австралийский историк. Специализируется в области истории науки, глобальной истории и истории окружающей среды, по-новому оценивая современный мир с 18-го по 20-й век.
Доктор философии (1996), профессор Университета Нового Южного Уэльса, прежде именной профессор Кембриджа и феллоу его Джизус-колледжа (ныне почётный феллоу).
Член Австралийской академии гуманитарных наук (2010) и Британской академии (2017), Королевского общества Нового Южного Уэльса (2017). Лауреат премии Дэна Дэвида (2021).

## Биография
Обучалась в Сиднейском университете, получила степень бакалавра с отличием и университетскую медаль (1990) за академические достижения. Там же в 1996 году получила степень доктора философии — с диссертацией «Nursing bodies: the gendered politics of health in Australia and England, 1860—1910».
Занималась в Австралийском национальном университете. Ранние исследования посвящены истории Британской империи и Австралии.
С 2013 года в Кембридже, именной профессор (Vere Harmsworth Professor of Imperial and Naval History) и феллоу Джизус-колледжа. С 2017 года исследовательский профессор истории Университета Нового Южного Уэльса. В 2009-2010 годах на кафедре истории науки Гарварда. Отмечена Cantemir Prize (2011, совм. с Philippa Levine), а также Royal Society of New South Wales History and Philosophy of Science Medal (2022). 
Соорганизатор конференции Malthus: Food, Land, People (2016).
В мае 2018 года читала Wiles Lectures.

### Книги
Автор пяти книг.
- Purity and Pollution: Gender, Embodiment and Victorian Medicine (1998)
- Imperial Hygiene: A Critical History of Colonialism, Nationalism and Public Health (2004)
- Griffith Taylor: Visionary, Environmentalist, Explorer (2008; в соавт. с Carolyn Strange)
- Global Population : History, Geopolitics, and Life on Earth. New York: Columbia University Press. 2014. 480 pp.
- (С Джойс Чаплин.) The New Worlds of Thomas Robert Malthus: Rereading the Principle of Population (London: Princeton University Press, 2016) 368 pp. ISBN 9780823272990
- An Intimate History of Evolution: The Story of the Huxley Family (Allen Lane, 2022) {Рец.: Guardian, FT} — биография семьи Хаксли, посвященная двум поколениям научной династии; "абсолютно увлекательной" обозначила книгу Андреа Вульф, оценили её также Jim Secord и Janet Browne[15].